# Raymond I van Toulouse
Raymond I van Toulouse (ca. 817 – voor 17 april 865) was de stamvader van een geslacht dat ongeveer 400 jaar lang zou heersen over het graafschap Toulouse en het zou uitbouwen tot een van de belangrijkste feodale vorstendommen van Frankrijk.
Raymond werd in 841 vermeld als graaf van Limoges. In 849 werd hij ook benoemd tot graaf van Rouergue, en Quercy, als dank voor zijn hulp bij de strijd van Karel de Kale tegen Pepijn II van Aquitanië. In 852 volgde hij zijn broer op als graaf en markies van Toulouse en Albi. Raymond onderwierp graaf Godfried van Turenne en de abdijen van Solignac en Beaulieu. In 862 stichtte hij de abdij van Vabres.
Ook in 862 begon zijn conflict met de opstandige graaf Humfried van Barcelona en moest hij Limoges opgeven. Een jaar later verloor hij ook Toulouse en Rouergue, en in 865 sneuvelde Raymond tegen Sunifred, een bondgenoot van Humfried.
Raymond was een zoon van Fulgaud van Rouergue en van Senegonde. Hij was getrouwd met Bertha (ca. 825 - na 6 april 883), dochter van Remigius en Arsinda. Ze kregen de volgende kinderen:
- Bernard (-877)
- een dochter gehuwd met graaf Steven van Auvergne. In 860 vermeldt de correspondentie van de bisschop van Reims dat hun huwelijk niet was geconsummeerd.
- Fulgaud (- na 883)
- Odo (± 845 - na 16 juni 918)
- Benedictus (-862), zijn dood was mogelijk de aanleiding van de stichting van de abdij van Vabres. In de stichtingsoorkonden wordt zijn dood vermeld.
- Heribert, abt van Vabres
- Regilindis, in 892 gehuwd met graaf Willem I van Périgueux en Agen.